# 洛门 (萨克森州)
洛门（德語：Lohmen）是德国萨克森州的一个市镇，隶属于萨克森施韦茨-东厄尔士山县。总面积为25.9平方千米，截至2020年总人口为3099人。